# Poznańska Ogólnokształcąca Szkoła Muzyczna II stopnia
Poznańska Ogólnokształcąca Szkoła Muzyczna II stopnia im. Mieczysława Karłowicza w Poznaniu (dawniej Poznańskie Liceum Muzyczne) – średnia szkoła z przedmiotami ogólnymi i muzycznymi.

## Charakterystyka
Początki szkoły sięgają 1950 roku. Budynek mieści się w centrum miasta, przy ulicy Solnej 12. Dyrektorem szkoły jest mgr Monika Kusz, wicedyrektorem do spraw przedmiotów muzycznych – mgr Jacek Pawełczak, a wicedyrektorem do spraw przedmiotów ogólnokształcących – mgr Alicja Pruss.
Szkoła kształci muzyków na wydziałach instrumentalnym i rytmiki. Jako jedyna w Polsce posiada wydział lutnictwa oraz sekcję jazzu.
Za tradycję szkoły można uznać coroczny koncert gwiazdkowy, który zyskał już rangę wydarzenia muzycznego w Poznaniu.

## Znani absolwenci
- Maciej Fortuna – trębacz, kompozytor, producent muzyczny
- Maciej Kociński –  klarnecista, saksofonista, EWI, pedagog, członek Kocin Kociński Trio
- Kornel Wolak – klarnecista, kameralista i pedagog
- Zbigniew Górny – dyrygent, aranżer, kompozytor
- Aleksander Maliszewski – pianista i puzonista, kompozytor, założyciel i dyrygent orkiestry Alex Band
- Joanna Kozłowska – polska śpiewaczka operowa (sopran)
- Barbara Gutaj – Monowid – Polska śpiewaczka operowa (sopran)
- Stefan Sibilski – organista, dyrektor poznańskich szkół muzycznych
- Jarosław Kukulski – kompozytor, pianista
- Andrzej Tatarski – pianista, Akademii Muzycznej im. Ignacego Jana Paderewskiego w Poznaniu
- Alicja Kledzik – pianistka, prof. Akademii Muzycznej im. Ignacego Jana Paderewskiego w Poznaniu
- Jacek Sykulski – klarnecista, dyrygent Poznańskiego Chóru Chłopięcego
- Aleksander Gref – dyrygent i kompozytor związany głównie z Teatrem Wielkim w Poznaniu
- Krzysztof Szmyt – solista Opery Narodowej w Warszawie (tenor)
- Maria Nowak – skrzypaczka
- Magdalena Karolak – oboistka
- Piotr Maślanka – perkusista
- Michał Kwapisz – gitarzysta basowy, kontrabasista, długoletni gitarzysta basowy zespołu Lombard
- Wiesław Prządka – akordeonista i bandoneonista, kompozytor, aranżer
- Krzysztof Kalczyński – aktor
- Julita Kożuszek-Borsuk – aktorka
- Dawid Ogrodnik – aktor
- Filip Wałcerz – aktor, pianista jazzowy
- Marta Mazurek – aktorka
- Lena Romul – piosenkarka, saksofonistka, kompozytorka
- Piotr Nawrot – misjonarz (werbista) i muzykolog, prof. Uniwersytetu im. Adama Mickiewicza w Poznaniu, specjalista w zakresie misjologii oraz historii muzyki liturgicznej, zwłaszcza baroku boliwijskiego
- Radosław Mateja – kompozytor, aranżer, dyrygent, organista i nauczyciel akademicki